# خوان إم. أريلانو
خوان إم. أريلانو هو مهندس معماري فلبيني، ولد في 25 أبريل 1888 في مانيلا في الفلبين، وتوفي في 5 ديسمبر 1960 في مانيلا في الفلبين.